# Grzegorz Stępniak
Grzegorz Stępniak (24 d'abril de 1989) és un ciclista polonès, professional des del 2012 i actualment a l'equip Wibatech 7R Fuji.

## Palmarès
- 2009
  - Vencedor d'una etapa a la Polònia-Ucraïna
- 2011
  - Vencedor de 2 etapes a la Polònia-Ucraïna
- 2012
  - Vencedor de 2 etapes al Bałtyk-Karkonosze Tour
  - Vencedor d'una etapa a la Dookola Mazowsza
- 2013
  - Vencedor de 4 etapes al Bałtyk-Karkonosze Tour
  - Vencedor de 2 etapes a la Dookola Mazowsza
- 2014
  - Vencedor d'una etapa a la Cursa de Solidarność i els Atletes Olímpics
- 2015
  - 1r a la Dookola Mazowsza
  - Vencedor d'una etapa al Bałtyk-Karkonosze Tour
- 2016
  - 1r a la Volta a Estònia i vencedor d'una etapa
- 2017
  - Vencedor d'una etapa a la Szlakiem walk Major Hubal
  - Vencedor d'una etapa a la Cursa de Solidarność i els Atletes Olímpics
- 2018
  - 1r a la Volta a Estònia
- 2019
  - Vencedor d'una etapa a la Szlakiem Walk Majora Hubala